# Poshteh Kash
Poshteh Kash (persiska: پشته کش) är en ort i Iran.   Den ligger i provinsen Kermanshah, i den västra delen av landet, 400 km väster om huvudstaden Teheran. Poshteh Kash ligger 1 472 meter över havet och antalet invånare är 306.
Terrängen runt Poshteh Kash är kuperad åt sydväst, men åt nordost är den platt. Runt Poshteh Kash är det ganska tätbefolkat, med 185 invånare per kvadratkilometer. Närmaste större samhälle är Kermānshāh, 4,7 km norr om Poshteh Kash. Trakten runt Poshteh Kash består till största delen av jordbruksmark.